# Coronacrisis in het cruisetoerisme
De coronacrisis in het cruisetoerisme werd ingeluid door de verspreiding van de besmettelijke ziekte COVID-19 over een groot aantal cruiseschepen tussen januari en juni 2020. De cruisevaart kwam daardoor tot een vrijwel volledige stilstand.

## Gezondheidsrisico's
Het samenbrengen van personen van zeer diverse origine in soms overvolle besloten ruimtes van cruiseschepen, het aandoen van wereldwijd verspreide havens en de beperkte medische faciliteiten aan boord zijn factoren die bijdragen aan een verhoogd risico op snelle verspreiding van besmettelijke ziektes op cruiseschepen, zeker in het geval van COVID-19.

## Besmettingen
De in het Verenigd Koninkrijk geregistreerde Diamond Princess was het eerste cruiseschip met een ernstige besmetting aan boord. Het schip bleef vanaf 3-4 februari 2020 noodgedwongen wekenlang in quarantaine in Yokohama (Japan). Meer dan 700 mensen waren besmet en 12 overleden. Op dat ogenblik, vertegenwoordigde het schip meer dan de helft van de gemelde gevallen van SARS-CoV-2 buiten China.
Overheden en havenbesturen reageerden daarop meestal door cruiseschepen het aanleggen te verbieden, en mensen af te raden om nog te reizen op cruiseschepen. Meerdere cruisemaatschappijen schortten hun activiteiten op, om verdere verspreiding van de pandemie te vermijden.
Begin april 2020 hadden meer dan 20 cruiseschepen positieve gevallen van het coronavirus aan boord bevestigd, en meer dan 6.000 passagiers zaten nog geblokkeerd op 8 (nadien 7) cruiseschepen.

## Bemanning
Nadat de laatste passagiers waren ontscheept, bleven nog duizenden bemanningsleden al dan niet vrijwillig achter op de schepen, met mogelijk besmettingsgevaar. Of ze strandden in de haven, met vanwege de reisbeperkingen een onzekere repatriëring. In beide gevallen werden velen van hen abrupt werkloos. Half mei 2020 bevonden nog 100.000 crewleden zich in penibele omstandigheden op de meer dan 120 gestrande schepen.

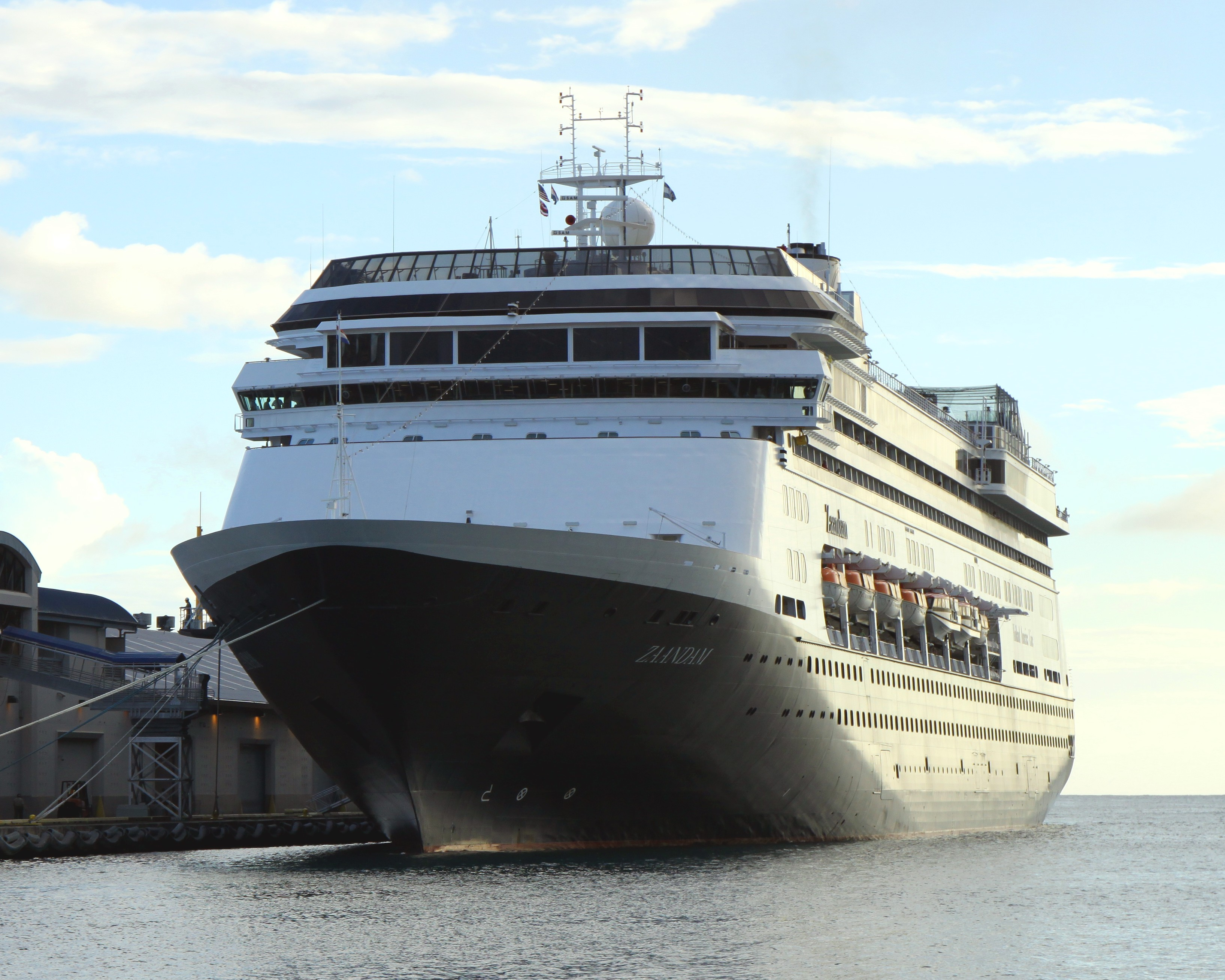
Cruiseschip Ms Zaandam (2000)

Tot de getroffen schepen behoorden onder meer:
- Diamond Princess
- World Dream
- Westerdam van de Holland-Amerika Lijn
- Grand Princess
- River Anuket
- Braemar
- Ruby Princess
- Zaandam[5] en Rotterdam van de Holland-Amerika Lijn
- Artania
- Greg Mortimer

## Passagiers
In het laatste pre-corona jaar (2019) maakten 27,5 miljoen passagiers een reis met een cruiseschip. In 2020 was dit gedaald naar 7,1 miljoen en in 2021 halveerde dit aantal nogmaals tot 3,3 miljoen. In 2022 trad al weer een fors herstel op en in 2023 lag het totaal al weer boven het niveau van 2019.